# 욜리오스
욜리오스(게이즈어: ዮልዮስ yōlyōs)는 17세기의 에티오피아 출신의 귀족이다. 그는 수세니오스 제국의 쉐와(Shewa)와 이팟(Ifat)의 통치자로 있었다. 이팟에 있는 그의 본부는 산성인 암바에 있었는데 그는 요새를 근처의 무슬림으로부터 보호하는 데에 사용했다.